# Lesley Chamberlainová
Lesley Chamberlainová (nepřechýleně Chamberlain; * 26. září 1951 Rochford, Essex) je britská novinářka a historik ruské a německé kultury. Studovala ruštinu a němčinu na Exeterské univerzitě a na Oxfordské univerzitě. Jejím manželem je bývalý velvyslanec České republiky ve Spojeném království Pavel Seifter.

## Knihy
- The Food and Cooking of Russia, 1982
- Nietzsche in Turin, 1996
- The Secret Artist: a Close Reading of Sigmund Freud, Quartet, 2000
- Motherland : A Philosophical History of Russia, Atlantic Books, 2004
- Lenin's Private War: The Voyage of the Philosophy Steamer and the Exile of the Intelligentsia, St Martin's Press, 2007; UK: The Philosophy Steamer Lenin and the Exile of the Intelligentsia, Atlantic Books, 2006
- A Shoe Story. Van Gogh, the Philosophers, and the West (Chelmsford: Harbour 2014)
- Arc of Utopia. The beautiful story of the Russian Revolution (London: Reaktion 2017)
- Street Life and Morals (London: Reaction 2021).
- Rilke. The last inward man (London: Pushkin Press 2022).

České překlady
- CHAMBERLAINOVÁ, Lesley. Parník filozofů, Lenin a vyhnání inteligence. Praha: Mladá fronta, 2009. 389 s. ISBN 9788020416834.